# IAR 99
Lo IAR 99  "Şoim" ("Falco") è un aereo da addestramento avanzato monomotore turbogetto ad ala dritta con capacità di attacco al suolo prodotto dall'azienda rumena I.R.Av Craiova negli anni ottanta.
Analogo come impostazione e ruolo a molti velivoli contemporanei, sia dell'area di influenza sovietica che occidentale, venne adottato dall'aeronautica militare rumena.

## Storia
Negli anni settanta la Forțele Aeriene ale Republicii Socialiste Română, l'allora forza aerea della Repubblica Socialista di Romania, espresse l'esigenza di dotare i propri reparti di addestramento di un nuovo velivolo di produzione nazionale analogo al cecoslovacco Aero L-39 Albatros.

### Sviluppo
Il programma venne avviato nel 1975 ma fu solo con l'approvazione del finanziamento da parte del governo rumeno, nel 1979, che iniziò la prima fase di sviluppo affidata alla I.R.Av Craiova, già produttrice dello IAR 93.
Il progetto prese forma nei primi anni ottanta e si concretizzò nel primo prototipo, designato S-001, portato in volo per la prima volta dal tenente colonnello pilota Vagner Ştefănel il 21 dicembre 1985. Seguirono altri due prototipi, l'S-002 destinato alle prove statiche a terra e l'S-003, al quale poi venne dato il numero di serie 7003, destinato alle prove di volo.
Il modello venne esaminato dalle autorità militari e, ritenuto idoneo, avviato alla produzione in serie nel 1987. Le consegne ai reparti della forza aerea rumena si conclusero nel 1989 con la prima serie di 17 esemplari.

## Utilizzatori
Romania
- Forțele Aeriene Române

50 IAR 99 consegnati dal 1989 al 2010, i quali sono stati aggiornati allo standard IAR 99C e dotati di strumentazione digitale. A dicembre 2020 l'Aeronautica rumena ha concluso con l'israeliana Elbit System un contratto per l'aggiornamento dell'avionica di 10 dei 17 aerei in servizio, con il primo aereo che dovrebbe essere riconsegnato nel 2022.